# Kabben
Kabben (en marshallais Kabben ou Katsuben) est un îlot de l'atoll de Wotho, dans les Îles Marshall. Il est situé au sud de l'atoll et est inhabité. Il est le deuxième plus grand îlot de l'atoll, après celui de Wotho.